# Cryptolestes robinclarkei
Cryptolestes robinclarkei là một loài bọ cánh cứng trong họ Laemophloeidae. Loài này được Thomas miêu tả khoa học năm 2004.